# Efecto Albrecht
El efecto Albrecht describe cómo núcleos de condensación (CCN), posiblemente debido a la contaminación antropogénico, puede aumentar nube toda la vida y por lo tanto aumentar la cantidad de radiación solar reflejada por las nubes. Debido a que no interactúa directamente con la radiación entrante o saliente, tiene un efecto indirecto sobre el clima.
Las partículas de aerosol actúan como CCNs la creación de más gotitas de un tamaño más pequeño. Estos toman más tiempo para unirse a la gota de agua de tamaño (> 100? M), reduciendo la eficiencia de la precipitación y por lo tanto el aumento de la vida útil de la nube. El aumento de la dispersión de la radiación entrante conduce a un enfriamiento del -0,3 a -1,4 Wm -2 . Este efecto no está tan bien entendida como el efecto Twomey .
Hay muchos otros efectos, indirectos y efectos de los aerosoles semi-directos resultantes en una gran incertidumbre en el forzamiento radiativo debido a los aerosoles.
- Datos: Q4712669